# Richmond, Massachusetts
Richmond är en kommun (town) i Berkshire County i delstaten Massachusetts, USA. Vid 2020 års folkräkning hade kommunen 1 407 invånare.

## Kända personer från Richmond
- Edward A. Perry, politiker